# Брукс, Джон (футбольный судья)
Джон Э́дмунд Ко́рнуолл Брукс (англ. John Brooks; род. в 1990) — английский футбольный судья, обслуживающий матчи Премьер-лиги, а также английские национальные кубковые турниры. Начал судить матчи Премьер-лиги в 2021 году. С 2023 года является международным судьёй ФИФА.

## Биография
Родился в городе Мелтон-Моубрей (Лестершир), в семье Эдмунда Хью Корнуолла Брукса (1949—1990) и Салли Энн Тейлор. Его отец умер в автомобильной аварии в 1990 году. Является потомком короля Англии Эдуарда III, а также короля Германии Ричарда Корнуоллского.
Окончил среднюю школу Лафборо. До 14 лет играл в футбол на любительском уровне, после чего начал судить футбольные матчи. До того, как стать профессиональным футбольным судьёй, также работал страховым брокером.
В возрасте 21 года Брукс начал работать на матчах Премьер-лиги в качестве помощника судьи (лайнсмена). В 2014 году был помощником судьи в финале плей-офф Чемпионшипа, в 2015 году был лайнсменом Суперкубка Англии, в 2016 году — был помощником Марка Клаттенбурга в финале Кубка Англии.
В сезоне 2014/15 начал работать судьёй на матчах Футбольной конференции (Национальной лиги). Начиная с сезона 2016/17 работал судьёй в матчах Футбольной лиги.
В июне 2021 года был включён в Избранную группу судей, обслуживающих матчи Премьер-лиги. 1 декабря 2021 года Брукс провёл свой первый матч в качестве судьи матча Премьер-лиги, обслужив игру между «Вулверхэмптон Уондерерс» и «Бернли» на стадионе «Молинью». Всего в сезоне 2021/22 был судьёй в 4 матчах Премьер-лиги. Параллельно работал на матчах Чемпионшипа, обслужив 11 матчей этого турнира, а также матч Кубка Англии между «Тоттенхэм Хотспур» и «Моркамом» 9 января 2022 года.
В начале 2023 года Брукс был включён в список международных судей ФИФА.
Перед началом сезона 2024/25 Брукс был включён в первую категорию судей УЕФА, заменив в ней Крейга Поусона.
В марте 2025 года Брукс был назначен судьёй финала Кубка Английской футбольной лиги.